# 筑紫森 (鹿角市)
筑紫森（つくしもり）は、秋田県鹿角市にある山である。

## 概要
標高572.3m。大湯川（米代川水系支流）左岸に立ちはだかるように横たわっている。春の新緑や秋の紅葉は大湯川を彩る。
西側山麓には、大湯川の水力を利用した、新大楽前発電所・沼平発電所がある。
国道103号沿線の堀内（ほりない）集落から大湯川支流の堀内川に沿って林道が設けられている。